# Алия Молдагулова
Алия́ Нурмухамбе́товна Молдагу́лова (на казахски: Әлия Нұрмухамбетқызы Молдағұлова, известна още като Лия Курумгамб Молдагулова) е съветски снайперист и посмъртно герой на Съветския съюз. Служила на Източния Фронт през Втората световна война в редиците на 54-та стрелкова бригада, 22-ра армия, 2-ри Прибалтийски фронт.
По официални данни е убила 78 войници на Вермахта.

## Биография
Родена е на 25 октомври 1925 година в село Булак, Хобдински район, Казахска ССР. Губи родителите си още през детството си и от 8-годишна възраст живее с чичо си в Алма Ата. През 1935 г. чичо ѝ постъпва във Военно-транспортната академия в Ленинград и семейството се премества да живее Москва. След няколко години се местят в Ленинград. Там Алия ходи на училище в интернат и се отличава от връстниците си с твърдия си характер.
През 1941 г. с нахлуването на Германия в Русия чичо ѝ се евакуира, а Алия остава в Ленинград. През 1942 г. в разгара на блокадата на Ленинград интерната заедно с Алия се евакуира в село Вятское, Ярославска област. На 1 октомври 1942 г. Алия завършва Вятското СОУ и постъпва в Рибинския авиационен техникум. Въпреки мечтата ѝ да лети, тя е приета в специалност „студена обработка на метала“. След три месеца подава молба към Червената армия да бъде изпратена на фронта. През декември 1942 г. Алия е изключена от техникума във връзка със заминаването ѝ към фронта. През май 1943 г. попада в специализирано училище за жени снайперисти. Там тя бива наградена за отлична стрелба. През юли същата година тя вече е снайперист и е присъединена към 54-та стрелкова бригада, 22-ра армия.
По време на Ленинградско-Новгородската операция, на 14 януари 1944 г. нейната бригада е имала за задача да направи засада на немските части на жп линията Новосоколники – Дно. Пехотата е имала за цел да разедини жп линията, а снайперите – да осигуряват прикриващ огън. Срещат ожесточена съпротива от противника, който отвръща на атаката с огън. Въпреки че съветската армия успешно преминава първата линия отбрана, атаката им се задавя заради ответния огън на немците. По спомени на командира на 4-ти батальон Г. Варшавски, в този критически момент Алия Молдагулова се изправя в цял ръст и извиква „Братя, войници, след мен!“. Тогава съветските войници се вдигат в атака. Същия ден Алия участва в отбиването на контраатаките на противника. В хода на една от атаките Алия е ранена от осколки от мина. Въпреки това тя участва в ръкопашна схватка в немски окоп. По време на боя бива ранена за втори път от немски офицер. Тя успява да убие офицера, но е ранена смъртоносно. Преди да умре успява да напише писмо до сестра си. Погребана е в село Монаково в Псковска област.

## Награди
На 4 юни 1944 г. на Алия е присъдено званието Герой на Съветския съюз и е наградена с орден Ленин посмъртно.

## Памет
- На Алия Молдагулова са наименувани село Алия в Казахстан, улици в Москва, Санкт-Петербург, Караганда и Актобе, няколко училища както и кораб.[6]
- Паметници на Алия Молдагулова има в Москва, Алма Ата, Астана, Актобе и Шимкент.
- В Актюбинск е създаден музей, посветен на нея.
- Роза Римбаева изпълнява песента „Алия“, посветена на Алия Молдагулова, на фестивала Златният Орфей през 1977 г., за което получава Гран при.
- За подвизите ѝ Мансур Сагатов създава документалния филм „Алия“.
- На 9 май 1995 г., по повод 50 години от края на Втората световна война, Казахстан издава юбилейна пощенска марка с лика на Алия Молдагулова.[7]